# بایین
بایین (به لاتین: Baiyin) یک شهر مرکزی در جمهوری خلق چین است که در گانسو واقع شده‌است. بایین ۲۱٬۲۰۰ کیلومترمربع مساحت و ۱٬۷۰۸٬۷۵۱ نفر جمعیت دارد و ۱٬۶۹۸ متر بالاتر از سطح دریا واقع شده‌است.

## خواهرخوانده
شهر چیمکند خواهرخواندهٔ بایین هست.